# Rin Sumida
Rin Sumida (jap. 隅田 凜, Sumida Rin; * 12. Januar 1996 in Fujisawa) ist eine japanische Fußballnationalspielerin.

## Karriere

### Verein
Sie begann ihre Karriere bei Nippon TV Beleza. Im Januar 2019 wechselte sie zu den Mynavi Sendai Ladies.

### Nationalmannschaft
Mit der japanischen U-17-Nationalmannschaft nahm sie an der U-17-Weltmeisterschaft der Frauen 2012 in Aserbaidschan teil. Sie wurde in den drei gewonnenen Gruppenspielen (1 Tor) und im mit 0:1 gegen Ghana verlorenen Viertelfinale eingesetzt. 
Durch den Gewinn der U-19-Asienmeisterschaft 2015, bei der sie vier Einsätze hatte, konnten sie mit der japanischen U-20-Nationalmannschaft an der U-20-Weltmeisterschaft der Frauen 2016 in Papua-Neuguinea teilnehmen. Hier kam sie in allen sechs Spielen zum Einsatz, verpasste dabei keine Minute und wurde am Ende Dritte.
Sumida absolvierte ihr erstes Länderspiel für die japanische A-Nationalmannschaft am 9. April 2017 gegen Costa Rica. Sie wurde in den Kader der Asienmeisterschaft der Frauen 2018, wo sie zwei Einsätze hatte, und der Asienspiele 2018 berufen, wo sie fünfmal zum Einsatz kam. Bei beiden Turnieren konnten die Japanerinnen den Titel gewinnen und bei der Asienmeisterschaft sich auch für die WM 2019 qualifizieren, für die sie aber nicht nomoniert wurde. Auch für die  wegen der COVID-19-Pandemie um ein Jahr verschobenen Olympischen Spiele in Tokio wurde sie nicht nominiert.
Für die laufende Asienmeisterschaft im Januar 2022 wurde sie dann wieder berücksichtigt. Hier kam sie im zweiten und dritten Gruppenspiel sowie im Viertelfinale zum Einsatz, in dem sie gegen Thailand ihr erstes Tor für die Nadeshiko erzielte. Durch den Einzug ins Halbfinale, das im Elfmeterschießen gegen China ohne sie verloren wurde, hatten sich die Japanerinnen als erste Mannschaft nach den Gastgeberinnen für die WM 2023 qualifiziert.

## Errungene Titel

### Mit der Nationalmannschaft
- U-19-Asienmeisterschaft 2015
- Asienmeisterschaft: 2018
- Asienspielen: 2018

### Mit Vereinen
- Nihon Joshi Soccer League: 2015, 2016, 2017, 2018